# Кумиси
Кумиси (груз. კუმისი) — село в Грузии, на территории Гардабанского муниципалитета края (мхаре) Квемо-Картли.

## География
Село находится в юго-восточной части Грузии, к северо-западу от озера Кумиси, на расстоянии приблизительно 29 километров (по прямой) к северо-западу от города Гардабани, административного центра муниципалитета. Абсолютная высота — 575 метров над уровнем моря.

## История
В селе находилось имение дворянского рода Коргановых, при котором имелся виноградо-фруктовый сад площадью 1,35 га. Имение после смерти Георгия Ивановича Корганова было выставлено на продажу.

## Население
По результатам официальной переписи населения 2014 года в Кумиси проживало 1900 человек (925 мужчин и 975 женщин). В национальной структуре населения грузины составляли 99 %, армяне — 0,8 %.
| Год  | Население, человек |
| ---- | ------------------ |
| 2002 | 2182               |
| 2014 | ↘ 1900             |